# Menhir du Bac

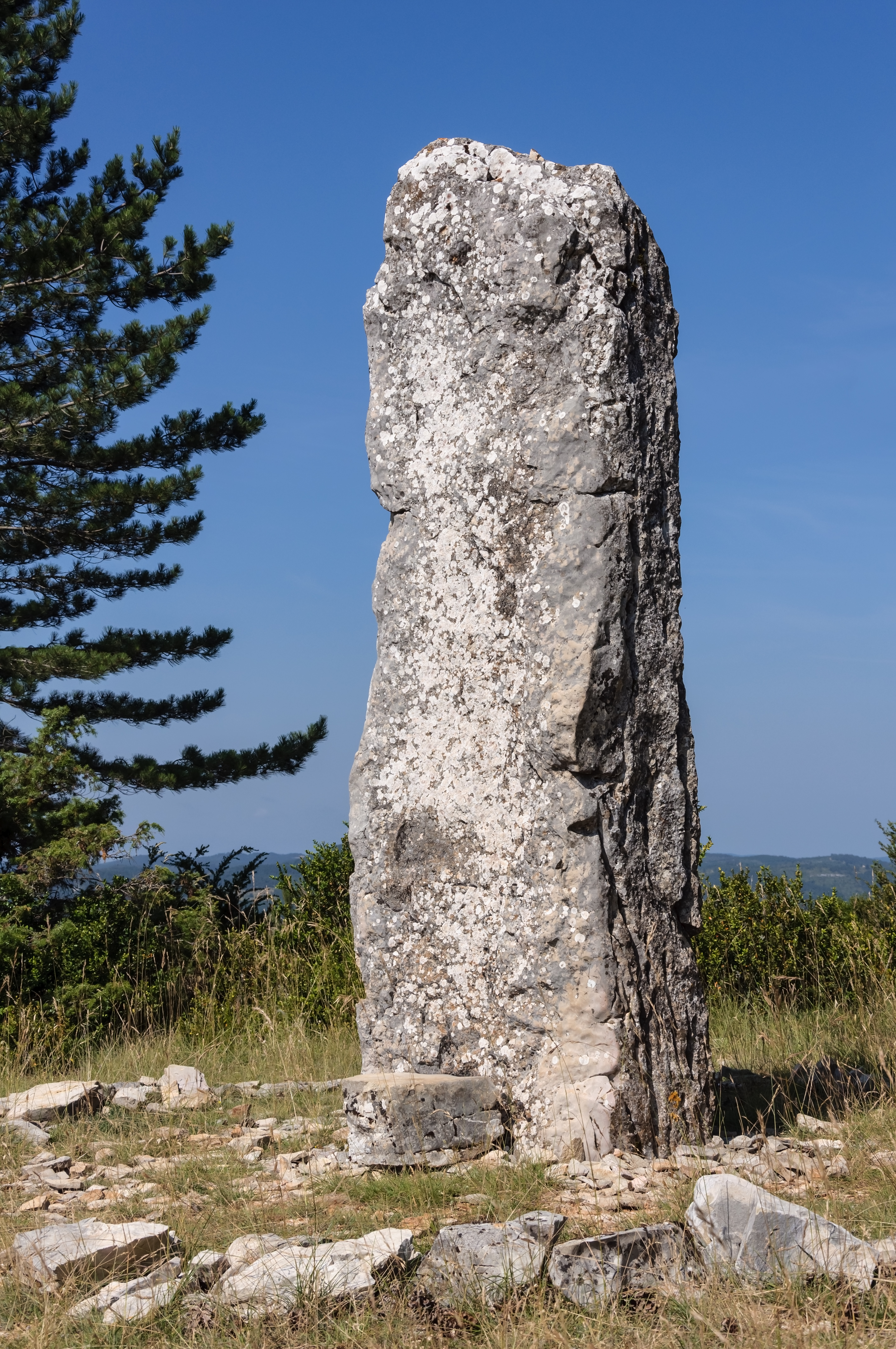
Menhir du Bac

Der Menhir du Bac steht beim Weiler Le Bac, nördlich von Sainte-Enimie in der Gemeinde Gorges du Tarn Causses, auf der Hochebene Causse de Sauveterre im Département Lozère in Frankreich. 
Der lange Zeit am Boden liegende, etwa 3,3 m hohe quaderförmige Menhir aus lokalem Kalkstein wurde 1988 wieder aufgerichtet.
In der Nähe liegen die Megalithanlage Aire des trois Seigneurs, der Dolmen von Dignas und der Dolmen de Peyrelevade.